# USS Quincy (CA-39)
O USS Quincy foi um cruzador pesado operado pela Marinha dos Estados Unidos e a sexta embarcação da Classe New Orleans, depois do USS New Orleans, USS Astoria, USS Minneapolis, USS Tuscaloosa e USS San Francisco, e seguido pelo USS Vincennes. Sua construção começou em novembro de 1933 nos estaleiros da Bethlehem Shipbuilding e foi lançado ao mar em junho de 1935, sendo comissionado na frota norte-americana em junho do ano seguinte. Era armado com uma bateria principal composta por nove canhões de 203 milímetros montados em três torres de artilharia triplas, tinha um deslocamento de mais de doze mil toneladas e alcançava uma velocidade máxima de 32 nós.
O Quincy foi enviado para o Mar Mediterrâneo em 1936 com o objetivo de proteger interesses norte-americanos durante a Guerra Civil Espanhola, evacuando refugiados para a França. Depois disso ocupou-se principalmente de exercícios de rotina com o resto da frota. Depois do início da Segunda Guerra Mundial em 1939 realizou patrulhas de neutralidade no Oceano Atlântico. Foi transferido para o Oceano Pacífico depois da entrada dos Estados Unidos no conflito e enviado para participar da Campanha de Guadalcanal, estando presente na noite de 8 para 9 de agosto de 1942 na Batalha da Ilha Savo. Nesta, foi afundado depois de ser alvejado várias vezes e torpedeado por cruzadores japoneses.